# Pedicularis masalskyi
Pedicularis masalskyi är en snyltrotsväxtart som beskrevs av Semiotr.. Pedicularis masalskyi ingår i släktet spiror, och familjen snyltrotsväxter. Inga underarter finns listade i Catalogue of Life.